# Gymnorhinus cyanocephalus
Gymnorhinus cyanocephalus, борова сойка е вид птица от семейство Вранови (Corvidae), единствен представител на род Gymnorhinus. Видът е световно застрашен, със статут Уязвим.

## Разпространение
Видът е разпространен в Мексико и САЩ.